# Аникин, Геннадий Викторович
Генна́дий Ви́кторович Ани́кин (6 сентября 1928―8 февраля 1982, Москва) ― советский литературовед, доктор филологических наук (1972). Известен исследованиями в области современной английской романистики.

## Биография
Геннадий Викторович Аникин родился 6 сентября 1928 года в деревне Кипрушкино Пышминского района Свердловской области, РСФСР, СССР.
В 1946 году поступил на филологический факультет Уральского государственного университета, которое окончил в 1951 году. Сразу после этого был оставлен преподавателем на кафедре русской и зарубежной литературы этого университета.
Преподавал общие и специальные курсы по русской литературе XIX века и зарубежной литературе XIX-XX веков. Занимался исследованием сатиры и юмора в произведениях русских писателей XIX века, например, способы сатирической типизации в романе Льва Толстого «Воскресение», национальные особенности юмора и иронии в романе «Война и мир», сатирические характеры в романах Дмитрия Мамина-Сибиряка.
В 1958 году защитил диссертацию на соискание учёной степени кандидата филологических наук, тема «Сатира в художественной прозе Л. Н. Толстого 80-90-х гг.».
Хорошо владел английским языком, поэтому одновременно исследовал современную английскую романистику и после двухгодичной преподавательской работы в Индии с 1964 по 1966 год полностью перешёл на изучение англоязычной литературы.
В 1972 году защитил докторскую диссертацию по теме «Проблемы современного английского романа».
Особое внимание уделял изучению литературы США. Здесь исследовал всю проблематику национальной литературы: от философии американского романтизма до литературы протеста XX века, связанной с самыми острыми социальными и идеологическими явлениями.
Последние годы жизни работал в Институте мировой литературы имени А. М. Горького АН СССР.
Умер 8 февраля 1982 года в Москве.

## Семья
Был женат на Нине Михальской (с 1972 года), которая была литературоведом, филологом, специалистом в области изучения истории литературы Англии, других стран Западной Европы, Америки, славянских стран.

## Сочинения
- Сатира Л. Толстого в 1880—1890 годы. Свердловск, 1957
- Современный английский роман. Свердловск, 1971
- Английский роман 60-х гг. XX в. М., 1974
- Эстетика Джона Рёскина и английская литература XIX в. М., 1986
- История английской литературы. 2-е изд. М. 1985 (в соавторстве с Ниной Михальской)